# Josef Raur
Josef Raur (* 25. April 1817 in Neckarwestheim; † 26. Mai 1870 in Wimmental) war Ratsschreiber in Heilbronn, wo er 1869 zum Stadtschultheiß gewählt wurde. Aus gesundheitlichen Gründen nahm er die Wahl jedoch nicht an.

## Leben
Er stammte aus einfachen Verhältnissen und erlernte das württembergische Schreiberhandwerk. 1840 war er Kameralbuchhalter in Aich im Schönbuch. 1846 wurde er Buchhalter beim Landkameralamt in Stuttgart. Als der Heilbronner Ratsschreiber Weismann noch im selben Jahr von seiner Stelle zurücktrat, bewarb sich Raur um diese Stelle und wurde am 9. Juli 1846 in Heilbronn zum Ratsschreiber auf Lebenszeit berufen.
Er hatte zuvor schon eine familiäre Bindung nach Heilbronn besessen, da seine früh verstorbenen Eltern in seiner Jugend dorthin gezogen waren. Raur bezog mit seiner Frau, die eine Cousine der Dichterin Ottilie Wildermuth war, eine Wohnung in der Götzenturmstraße 25. 
Raur war aufgrund seines einfachen Wesens bei der Bevölkerung allgemein beliebt und daher nach über 20-jährigem Wirken im Dienst der Stadt ein vielversprechender Kandidat für den Posten des Stadtvorstands. Nach dem altersbedingten Rücktritt von Stadtschultheiß August Klett wurde Raur bei der Wahl am 1. Februar 1869 zum Stadtschultheißen gewählt. Auf den zweiten Platz kam Oberamtsaktuar Paul Schott aus Waiblingen, den dritten Platz belegte der Heilbronner Gemeinderat Wilhelm Happel, den vierten Platz der Faktor Georg Härle. 
Raur nahm die Wahl jedoch nicht mehr an, da er sich krank fühlte. Aus der erneuten Wahl im Mai 1869 ging der Stuttgarter Oberamtsaktuar Karl Wüst als Sieger hervor. Raur starb ein Jahr später bei einem Besuch in Wimmental. Er wurde im Friedhof an der Weinsberger Straße in Heilbronn begraben.